# Inmigración húngara en Chile
La inmigración húngara en Chile tuvo su auge en la primera mitad del siglo XX, aunque no fue una corriente migratoria numerosa como otras de origen europeo. A su vez, Chile fue un importante punto de paso para los húngaros hacia países anglosajones como Estados Unidos, Canadá y Australia. Según algunos datos, en la actualidad viven 1.306 ciudadanos húngaros en Chile, pero no existe un registro del número de personas de ascendencia húngara que viven en el país, el que se estima de 2.000 personas aproximadamente, siendo el quinto más grande de América Latina, tras Brasil, Argentina, Venezuela, y Uruguay.

## Corrientes migratorias
La inmigración húngara hacia América Latina ha sido objeto de diversas investigaciones, centradas en las relaciones históricas entre Hungría y América Latina. En particular, se han identificado tres corrientes migratorias de húngaros hacia América Latina:
1. Actividad de los jesuitas húngaros en América Latina en el siglo XVIII.
2. Actividad y presencia de los emigrantes húngaros en América Latina después de la derrota de la Revolución Cívica y Guerra de Independencia húngaras de 1848-1849.
3. Emigración húngara durante el período de entreguerras (1918-1939).

### SigloXVIII
En el siglo XVIII, un pequeño número de húngaros emigraron a América Latina como misioneros jesuitas. Además de predicar la fe, su contribución era valiosa en otros campos como la medicina, la arquitectura y la geografía, y varios enseñaban en colegios y universidades.
- En Chile, durante el siglo XVIII, dos misioneros jesuitas húngaros, Mihály Herre y Márton Hedry, arribaron como parte de las misiones jesuíticas en América.[6][7]

### SigloXIX
En 1870, el Imperio austrohúngaro firmó tratados de amistad, comercio y navegación con Uruguay, Argentina, Chile y Perú, lo que garantizó la igualdad ante la ley de sus ciudadanos emigrantes y marcó un hito importante en el desarrollo de la emigración húngara a la región.
- Uno de los primeros húngaros en establecer vínculos con Chile fue Alberto Liptay (1859-1922), un médico y lingüista que ingresó a la Armada de Chile por recomendación de Federico Puga Borne, médico, profesor y político chileno. Liptay ejerció como cirujano a bordo del buque Angamos durante la Guerra del Pacífico.[8]
- Otro inmigrante húngaro en Chile fue Ferenc Gáspár (1861-1923), quien además de ser médico, viajero y escritor, se convirtió en un testigo privilegiado de la geografía de Chile a fines del siglo XIX, a través de sus relatos sobre el Estrecho de Magallanes, Tierra del Fuego y el Desierto de Atacama.
- Además de Liptay y Gáspár, se sabe de algunos otros húngaros que llegaron a Chile durante la primera ola de inmigración, como Ábel József, Pál András Tuza, János Damján, Miksa Neumann, Jakab Jung, Dezső Schmidt, Dr. András König y Emerich Kovács.

### SigloXX

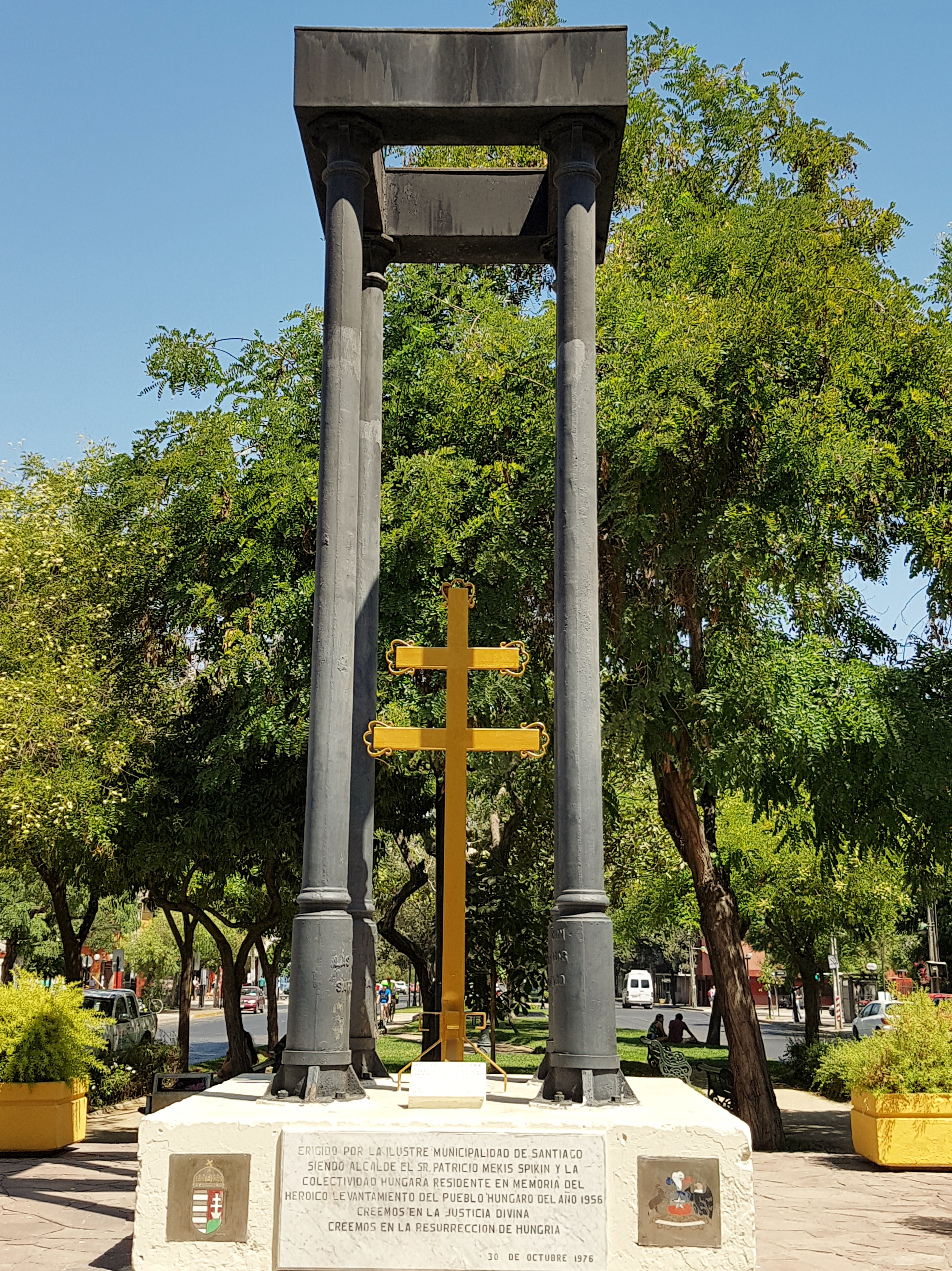
Memorial a la revolución húngara de 1956 ubicado en el parque San Esteban (o también Esteban I o Rey Esteban), Providencia, Santiago de Chile.

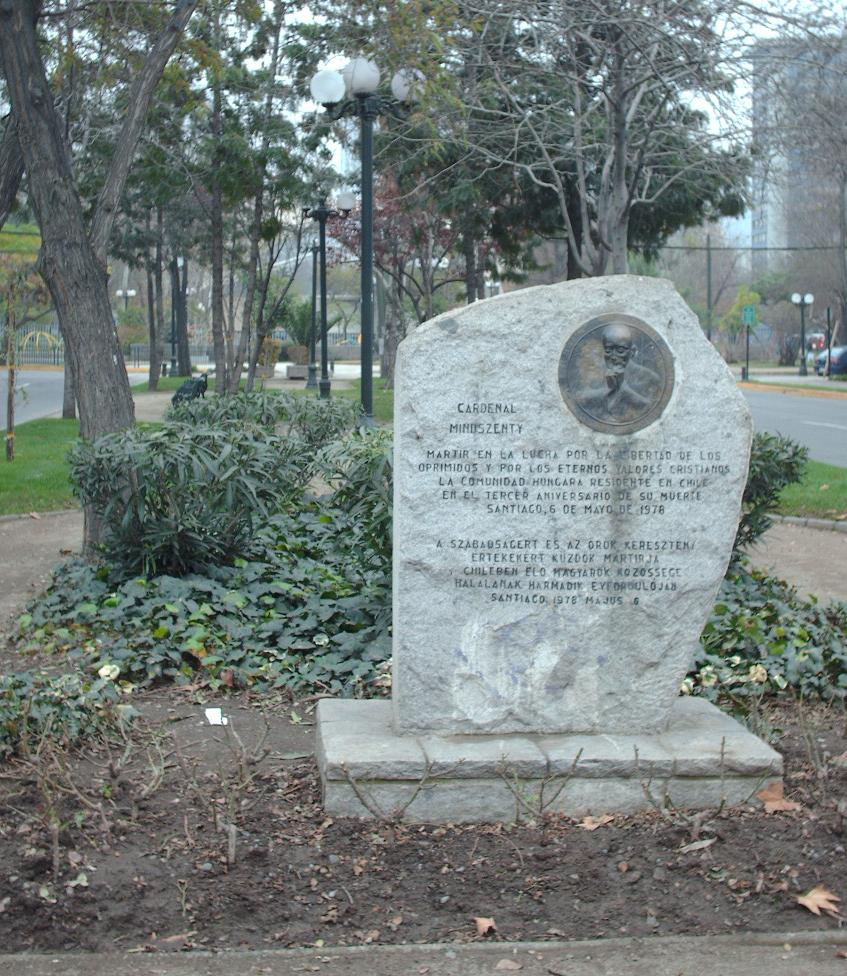
Memorial al cardenal húngaro József Mindszenty en el parque Bustamante, Providencia, Santiago de Chile.

La emigración húngara a América Latina se intensificó en el siglo XX como resultado de las guerras mundiales y la fallida Revolución húngara del 1956. Brasil, Argentina, Chile y México se destacaron como los destinos más populares para los inmigrantes húngaros.
En particular, en Chile, la inmigración húngara se concentró en las décadas de 1930 y 1940, con un segundo pico en la década de 1950 tras la Revolución húngara. Aunque el número total de inmigrantes húngaros en Chile nunca fue muy alto, su presencia tuvo un impacto significativo en la cultura y sociedad chilena, especialmente en las áreas de las artes y la ciencia. 

#### Los húngaros en Chile: Una huella duradera en la historia

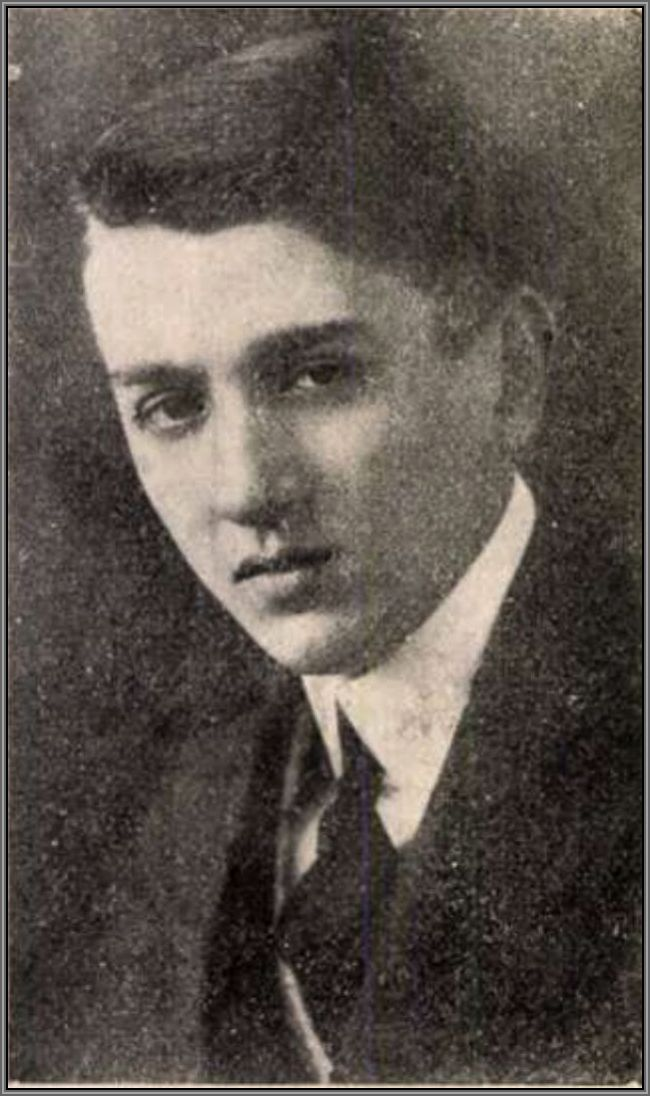
Imre Stefániai

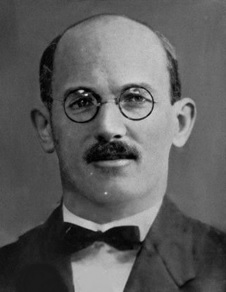
János Holota

- Imre Stefániai (1885-1959) fue un pianista, compositor y profesor universitario húngaro. Junto a su esposa, Margit Laszloffy, desarrolló la actividad musical del Departamento de Música de la Universidad Católica, y principalmente, la de la Academia Musical de Providencia en Santiago.[11]
- János Holota (1890-1958) fue un abogado y político húngaro. Desempeñó un papel importante en la política de Checoslovaquia como representante de la minoría húngara en la Asamblea Nacional.
- Pablo Vidor (1892-1991) fue un pintor húngaro. En 1924 se mudó a Chile donde dio clases en la Escuela de Bellas Artes, y luego lo nombraron como Director del Museo Nacional de Bellas Artes.[12]

- Ferenc Plattkó (1898-1983) fue un futbolista y entrenador húngaro. Destacó con la selección húngara y en la liga española, como guardameta del FC Barcelona. Como técnico destacó siendo tres veces campeón con Colo-Colo.
- György Orth (1901-1962) fue un futbolista y entrenador húngaro. Dirigió a la selección chilena en la Copa Mundial de Uruguay en 1930.
- Béla Fáy (1901-1984) fue un actor y director de cine húngaro.[13]
- Lajos Jánosa (1902-1983) fue un pintor y artista plástico húngaro. En 1950 emigró a Chile, donde fue el director de la Escuela de Bellas Artes de Valparaíso.[14]
- Miklós Hidas (1902-1956) fue un ingeniero eléctrico y activista político húngaro. Durante la Segunda Guerra Mundial, participó en la fundación de la «Sociedad Cultural y Deportiva Concordia» y se unió al Partido Comunista de Chile. Tras la prohibición del partido en el país, Hidas se convirtió en uno de los líderes del movimiento comunista clandestino.
- Tibor Weiner (1906-1965) fue un arquitecto húngaro. Emigró a Chile en 1939, trabajó como arquitecto y dio clases en la Escuela de Arquitectura de la Universidad de Chile, donde inició una reforma de estudio basada en los principios de la Bauhaus. En 1953, fue galardonado con el Premio Mikós Ybl.
- Esteban Kemény (1908-1992) fue un médico húngaro. Quien fundó el 6 de mayo de 1939 la Escuela de Dietistas, hoy Escuela de Nutrición y Dietética.[15][16]
- Lola Botka (1910-2006) fue una bailarina húngara. Junto a Ernst Uthoff, fue invitada a formar la primera escuela de danza y el primer ballet profesional en la Universidad de Chile, el Ballet Nacional Chileno. Durante los primeros años se desempeñó como maestra e intérprete, ejecutando los papeles centrales de los primeros ballets de Uthoff.[17]
- Zoltán Fischer (1910-1970) fue un músico húngaro. En 1940, junto a René Amengual, Juan Orrego-Salas y Alfonso Letelier, Zoltan Fischer y su esposa, la pianista Elena Waiss, fundaron la Escuela Moderna de Música y Danza.[18]
- István Haraszti (1910-1993) fue un médico y escritor húngaro. Especialista en el tratamiento moderno de las infecciones de transmisión sexual y pionero en tratar las ETS en Chile.
- Károly Zsedényi (1910-2002) fue un maestro de ballet, coreógrafo y pianista húngaro. Llegó a Chile en 1952 como refugiado. Además, fue fundador del Ballet Experimental en el año 1954.[19]
- János Schwanner (1921-2015) fue un futbolista y entrenador húngaro.[20]
- Lajos Biro-Bagóczky (1929-1993) fue un paleontólogo y geólogo húngaro. Trabajó como docente e investigador en la Universidad de Concepción.[21]
- Iván Nagy (1943-2014) fue un bailarín de ballet húngaro. Después de haberse retirado del ballet, ejerció la dirección artística de compañías como el Ballet de Santiago, el Ballet de Cincinnati y el Ballet Nacional de Inglaterra.

### SigloXXI
En la actualidad, la comunidad húngara en Chile sigue siendo pequeña pero activa, y ha logrado mantener sus tradiciones y cultura a través de diversas actividades y organizaciones. Además, los descendientes de los inmigrantes húngaros han logrado destacar en diversos ámbitos, como la política, la academia y la cultura.

#### Chilenos de ascendencia húngara

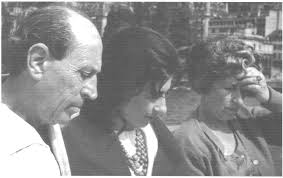
Zoltán Fisher, Edith Fisher y Elena Waiss (de izquierda a derecha)

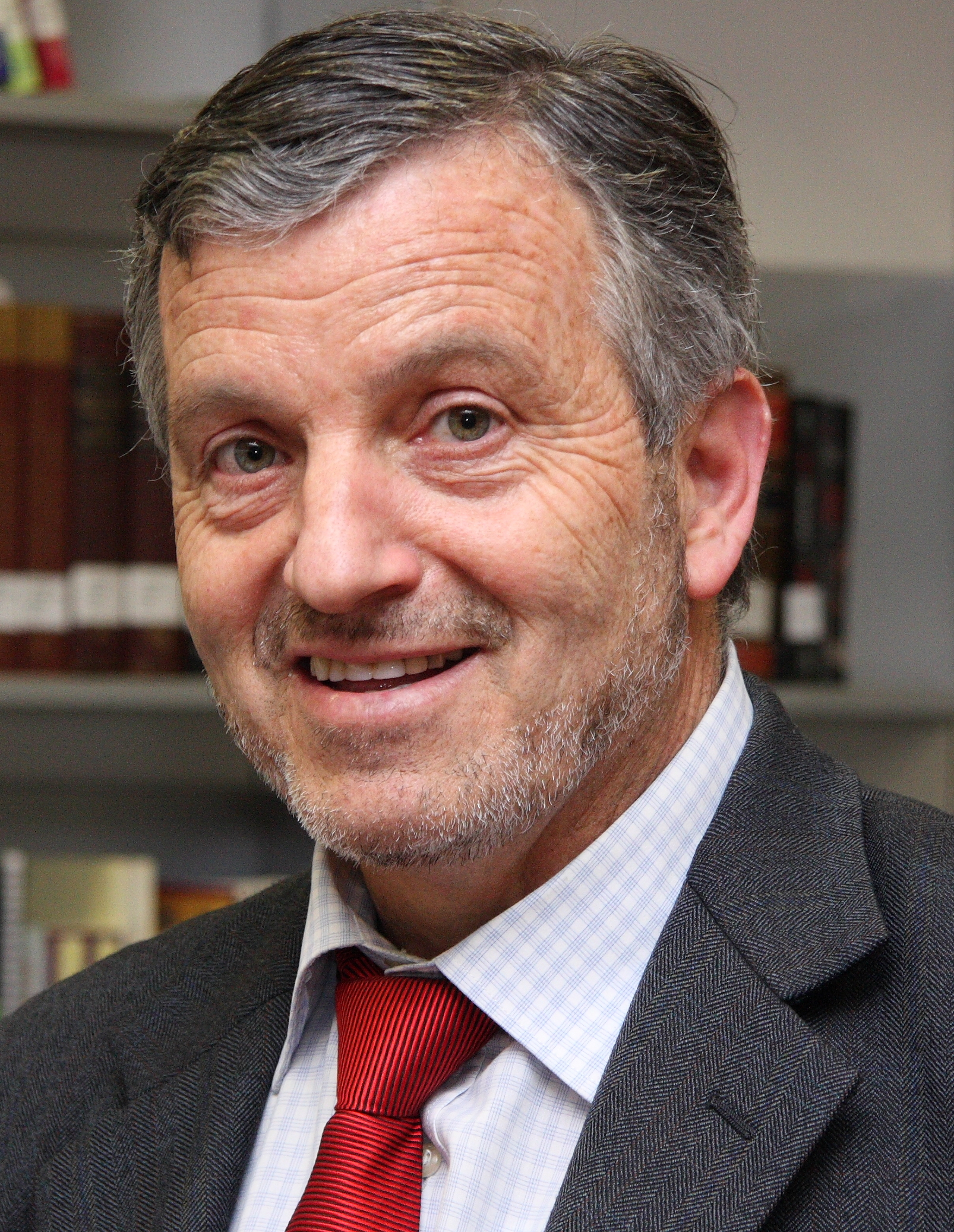
Antonio Horvath

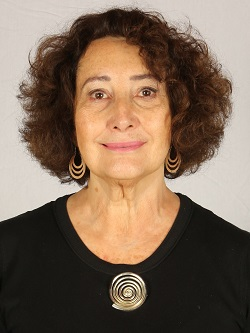
Patricia Politzer

- Edith Fischer (1935-) es una pianista chilena. Se destaca por sus interpretaciones del ciclo completo de las Sonatas para piano de Beethoven.[22]
- Susana Wald (1937-) es una artista plástica nacida en Hungría y posteriormente nacionalizada chilena y canadiense. Ha gestionado exposiciones surrealistas y editado numerosas revistas y catálogos de artistas y poetas surrealistas.[23]
- Mariann Maár (1941-) es una reconocida fotógrafa de origen húngaro.[24]
- Julia Unger Kremer, conocida artísticamente como Yaël Unger (1941-) es una actriz chilena de origen uruguayo, con una larga trayectoria en teatro y televisión.
- Attila Csendes (1941-) es un médico cirujano chileno-húngaro. Conocido como el «padre de la cirugía digestiva” en Chile».[25][26]
- Edgar Fischer (1942-) es un chelista, músico orquestal y profesor de chelo chileno.[27]
- Jozsef Ambrus (1944-) es un geólogo y montañista chileno-húngaro. Considerado uno de los precursores del andinismo moderno, algunas de sus primeras ascensiones de los años 60 se han convertido en rutas clásicas de la escalada extrema en los Andes Centrales.[28][29]

Antonio Horvath Kiss (1950-2018) fue un político chileno, diputado y senador por la Región de Aysén del General Carlos Ibáñez del Campo.

«Rendir homenaje a Hungría con motivo de que en 1996 se cumplen mil 100 años del establecimiento de los húngaros en su suelo patrio, y de que, además, este mes se cumplen 40 años de la Revolución de 1956 donde por primera vez un país entero se atrevió a levantarse en armas en contra del dominio de la hoy ex Unión Soviética, constituye, sin lugar a dudas, motivo de especial orgullo y honor. Orgullo no sólo por descender de esa nación, sino por encontrar más semejanzas que elementos que nos diferencian entre el pueblo chileno y el húngaro. 

[...] Cómo no recordar la acción de húngaros en Chile: al que ofrendó su vida en el Combate Naval de Iquique; a quien también la sacrificó buscando un camino en Aisén, desde Cochrane hacia el Pacífico. Cómo no rendir un homenaje a tanto artista, científico, empresario, profesional y personas que, como chilenos, se han adentrado en el alma nacional».
Discurso del Senador Antonio Horvath en homenaje a Hungría en el Congreso Nacional, 9 de octubre de 1996

- Carlos Caszely (1950-) es un periodista deportivo y exfutbolista chileno que jugaba de delantero.
- Patricia Politzer Kerekes (1952-) es una periodista, escritora y política chilena.
- Adan Kovacsics (1953-) es un filólogo y traductor chileno, de ascendencia húngara y nacionalizado español, Premio Nacional a la Obra de un Traductor en 2010.
- Silvia Novak Gottdiener (1959-) es una actriz chilena de cine, teatro y televisión.
- Daniel Farcas Guendelman (1963-) es un administrador público y político chileno.
- Salvador Litvak (1965-) es un guionista, director de cine y productor chileno-estadounidense.
- Leonardo Farkas Klein (1967-) es un filántropo chileno, de ascendencia húngara y judía.
- Leonor Varela (1972-) es una actriz y modelo chilena, que ha participado en diversas series norteamericanas, latinoamericanas y europeas.
- Nicolás Massú Fried (1979-) es un ex-tenista chileno y entrenador del ATP Tour, doble Campeón Olímpico en los JJ.OO. de Atenas 2004 y actual Capitán de Copa Davis de Chile.

## Instituciones húngaras en Chile
La comunidad húngara en Chile siempre ha sido pequeña, con un estimado de 150 personas en 1920, 300 personas en 1930 y 600 personas en 1936. Actualmente, se estima que hay entre 2.000 y 2.500 personas, organizadas en alrededor de 800 familias. La mayoría de los emigrantes húngaros llegaron a Chile por motivos políticos. Por lo tanto, este resumen se divide en dos partes para reflejar esta realidad: la primera se centrará en la historia de la comunidad antes de 1989 y la segunda se centrará en la vida de la comunidad después de 1989.

### Instituciones de antes de 1989

#### Sociedad Húngara de Socorros Mutuos de Chile
Fundada en 1930 bajo la liderazgo de Sándor Selényi y Pál András Tuza, la «Sociedad Húngara de Socorros Mutuos de Chile» tenía como objetivo principal brindar apoyo a los inmigrantes húngaros recién llegados a Chile durante la Gran Depresión. La sociedad ofrecía a sus miembros reuniones sociales, excursiones y eventos deportivos, y contaba con un Salón Húngaro alquilado como sede social y biblioteca húngara. Con el tiempo, cambió su nombre a «Círculo Húngaro y Sociedad de Socorros Mutuos de Chile».
Desafortunadamente, en un incendio, el Salón Húngaro fue destruido, pero la colonia italiana brindó su ayuda al prestar un lugar para que los húngaros pudieran continuar con sus actividades. En 1936, el círculo alquiló un departamento céntrico de cuatro ambientes para alojar a una colonia de unos 600 miembros.
Con el inicio de la Segunda Guerra Mundial, parte de los emigrantes húngaros dejó su país debido a persecuciones por sus ideas políticas o por leyes religiosas discriminatorias que entraron en vigor. Algunos miembros de la colonia húngara no estaban dispuestos a aceptar la postura neutral del «Círculo Húngaro y Sociedad de Socorros Mutuos de Chile», por lo que fundaron otras dos asociaciones: la «Sociedad Cultural y Deportiva Concordia», formada en su mayoría por socios de ideas de izquierda, y la «Sociedad Filantrópica M.A.s.Z.E.», fundada por un grupo de judíos húngaros de Chile que se separaron debido a disidencias religiosas. Durante la guerra, estas tres agrupaciones a veces colaboraban en acciones comunes.

#### Sociedad Cultural y de Socorros San Esteban y otros
Después de la II Guerra Mundial, los inmigrantes húngaros en Chile se enfocaron en crear una vida social activa. Comenzaron a surgir importantes figuras culturales, como Lola Botka, cofundadora del Ballet Nacional de Chileno, mientras que la vida musical estaba representada por Imre Stefániai, Margit Lászlóffy, Zoltán Fischer y Károly Zsedényi. Además, la pintura estaba representada por Rezső Pintye y József Menich, junto con otros pintores húngaros que ya vivían en Chile, como László Cheney, Pál Vidor y Lajos Jánosa. Su principal aporte lo constituye la influencia del denominado expresionismo centro europeo.
Durante este período, se fundó la «Sociedad Cultural y de Socorros San Esteban», se formaron grupos scouts húngaros para niños y niñas, se abrió una biblioteca pública, se organizaron conciertos, y hubo un estreno de ballet de Károly Zsedényi, también responsable del «Grupo Scout Esteban I de Hungría». Además, se fundaron la «Congregación Católica San Ladislao» y la «Sociedad Húngara Pro Patria». Con el tiempo, estas tres organizaciones se unieron en la «Confederación de Sociedades Húngaras de Chile».

### Instituciones posteriores a 1989
Actualmente podemos mencionar a tres instituciones húngaras:
- Asociación Chileno-Húngara de Cultura: Fundada en 1989, esta asociación busca congregar a los húngaros y sus descendientes residentes en Chile, sin distinción de creencias religiosas o inclinaciones políticas. Su principal labor recae en la organización de celebraciones patrias, conmemoraciones, eventos culturales y cursos de idioma húngaro de distintos niveles.
- Cámara Chileno-Húngara de Comercio: Establecida en 1990, tiene como objetivo fortalecer las relaciones comerciales y económicas bilaterales entre Chile y Hungría. Desde 2016, es parte de la Cámara Nacional de Comercio, y en 2018 se afilió a la Eurocámara, reforzando así su papel en el ámbito comercial binacional.
- Asociación Artística Folclórica Húngara Duna: Fundada en 2016 y reconocida legalmente el 8 de agosto de 2019, esta asociación sin fines de lucro se dedica a promover la cultura folclórica y tradiciones húngaras, tanto entre los miembros de la comunidad magiar en Chile como entre los chilenos interesados en la cultura húngara.

Este trío de instituciones desempeña un papel crucial en la preservación y difusión de la identidad húngara en Chile, además de fortalecer las relaciones bilaterales entre ambos países.

## De Orth a Puskás: El paso húngaro en el fútbol chileno

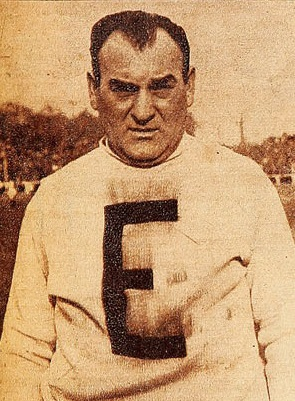
Ferenc Plattkó

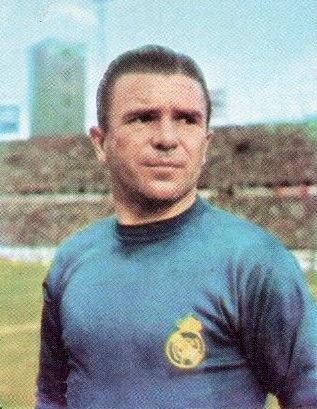
Ferenc Puskás

Los orígenes de la presencia húngara en el fútbol chileno se remontan a la olas migratorias húngaras desde el final de la I Guerra Mundial hasta la revolución de 1956. Fue así como en Chile se notó una gran influencia en las décadas de 1930 y 1960 de los técnicos húngaros en la selección nacional y en algunos clubes de fútbol, principalmente capitalinos. Destacaría en estos años Colo-Colo por ser uno de los equipos más emblemáticos del país y por haber tenido como entrenadores a György Orth, Máximo Garay, Ferenc Platko y János Schwanner, y en la segunda mitad de 1970, al legendario Ferenc Puskás.

#### Selección nacional
El primer entrenador que dirigió a la selección nacional fue György Orth en la Copa Mundial de Uruguay en 1930. Y volvería a hacerse cargo nuevamente a finales de 1940 y principios de 1950. Otros tres húngaros lo sucedieron: Máximo Garay en el Sudamericano de 1941 y Ferenc Platko entre 1942 y 1945, y esporádicamente en 1950 para la preparación de la Copa Mundial en Brasil y en 1953 para la Copa del Pacífico. Finalmente László Pákozdi en 1957 se sumaría a la lista de los técnicos húngaros para la Copa O'Higgins y las eliminatorias de la Copa Mundial de Suecia en 1958.

#### Campeones en el fútbol chileno
El primero en conseguirlo fue Ferenc Platko, siendo tres veces campeón con Colo-Colo. El primer campeonato sería en 1939, luego repetiría el hito en 1941 de forma invicta y en 1953. Esa década cerró con otro húngaro mandando en el fútbol chileno. En 1957, Audax Italiano consiguió el último torneo de su historia bajo la conducción técnica de Lászlo Pákozdi.

#### Centro Social y Deportivo János Farkas
Janós Farkas es un héroe de la selección húngara de fútbol que se destacó en la Copa Mundial de Fútbol de 1966 al eliminar a Brasil y ganar una medalla de oro en los Juegos Olímpicos de Tokio de 1964. Durante su primera visita a Chile para la Copa Mundial de Fútbol de 1962, su habilidad en el campo de juego impresionó a los aficionados. En homenaje a su talento y éxito en el fútbol, en 1968, se creó el «Centro Social y Deportivo János Farkas» en Talcahuano. La imagen de Farkas había impactado profundamente en los admiradores chilenos, especialmente después de que su equipo, el Vasas Budapest SC, ganara el Torneo Internacional de Chile 1967 y él mismo fuera el máximo goleador del torneo con 7 goles.

#### Manual práctico para entrenadores e instructores de fútbol
Durante su carrera, Máximo Garay dirigió varios clubes en Argentina y Chile, donde demostró su habilidad y experiencia en la formación de equipos. Además, Garay es reconocido por su contribución al fútbol como autor del libro «Manual práctico para entrenadores e instructores de fútbol», publicado en 1971 por Impresos Planet en Santiago de Chile.

## Relaciones literarias

#### La vuelta a la Tierra

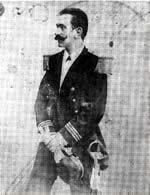
Ferenc Gáspár

«La vuelta a la Tierra» es un extenso cuaderno de viaje escrito por el médico húngaro Ferenc Gáspár a principios del siglo XX, que relata sus viajes por Chile y otros países. La obra consta de seis gruesos volúmenes con cubiertas decorativas, y fue publicada en Budapest entre 1906 y 1908 gracias al apoyo del Instituto Literario Singer y Wolfner Rt. La obra, que contiene alrededor de 1.200 ilustraciones y supera las 3.100 páginas impresas, no fue reimpresa ni publicada en formato electrónico hasta el año 2020.
«La vuelta a la Tierra» es una obra relevante en la relación literaria entre Chile y Hungría, ya que es un testimonio de primera mano de un húngaro sobre la cultura, la gente y los paisajes de Chile. La obra también es un ejemplo temprano de la literatura de viajes en Sudamérica.

#### Selección de las joyas de la poesía hispanoamericana
En 1955 se edita un volumen bilingüe titulado «Selección de las joyas de la poesía hispanoamericana» por la imprenta Danubio de propiedad húngara. Esta antología es una colección de poemas de unos 60 autores hispanoamericanos, entre quienes se encuentran Gabriela Mistral y Pablo Neruda.

#### Comiendo en Hungría
Antes de ser galardonados con el premio Nobel, Pablo Neruda y el guatemalteco Miguel Ángel Asturias, realizan en 1965 un viaje a Hungría y como resultado de esta visita nace el libro que lleva por título «Comiendo en Hungría». Se trata de un libro de viaje que es a la vez gastronómico, donde los autores dedican poemas y artículos breves a los vinos húngaros y a la comida húngara, entre ellos a la sopa de pescado y al gulash.

#### Adan Kovacsics

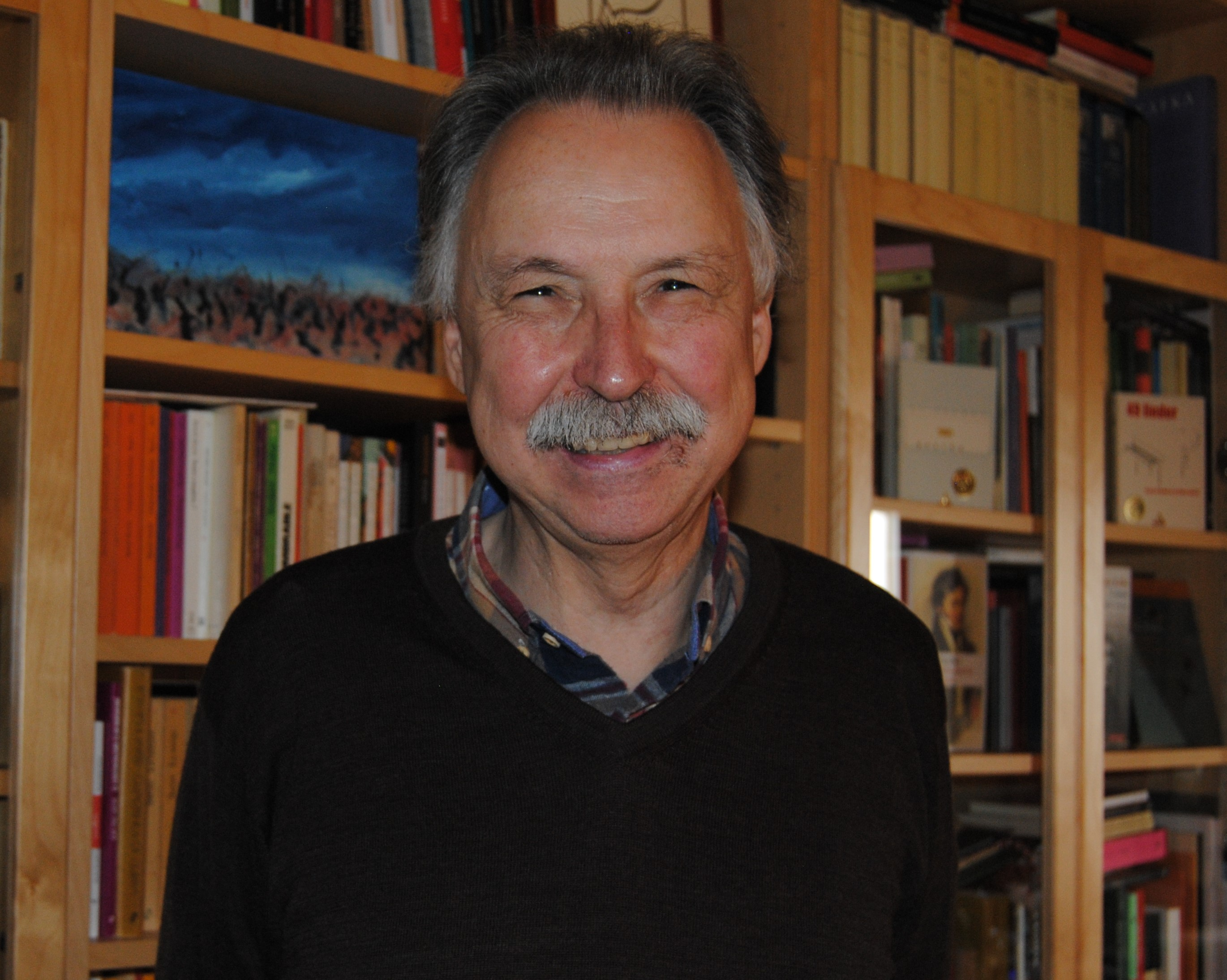
Adan Kovacsics

Adán Kovacsics es un destacado traductor especializado en obras de autores austriacos y húngaros, como Imre Kertész, Karl Kraus y László Krasznahorkai. Formado en la Universidad de Viena, desde 1980 reside en Barcelona, donde ha desarrollado su carrera. En reconocimiento a su trabajo, en 2009 recibió la distinción «Pro Cultura Hungarica» del gobierno de Hungría, y en 2010 fue galardonado con el «Premio Nacional a la Obra de un Traductor» otorgado por el Ministerio de Cultura y Deporte de España.

## Otros

#### Cerro El Húngaro
El cerro El Húngaro es una montaña de 1214 m s. n. m. situada en la Reserva nacional Lago Cochrane en la Región de Aysén, al noreste de la montaña El Tamango.
El nombre de la montaña se debe a un aventurero húngaro que exploró la Patagonia chilena. Durante una expedición en busca de un camino que conectara Cochrane con el Pacífico sur, desapareció sin dejar rastro. La montaña es un homenaje a su valentía y espíritu explorador.

### En húngaro
- Torbágyi, P. (2008). Magyar vándormozgalmak és szórványközösségek Latin-Amerikában a második világháború kitöréséig. Szegedi Tudományegyetem. Történeti Doktori Iskola, 166–171.

### En español
- Thomázy, G. (2020). Lola Botka, la fundadora húngara del Ballet Nacional Chileno. Acta Hispanica, 25, 53–64.